# امیشی
امیشی، اِزو، ابیسو (به ژاپنی: 蝦夷 えみし、えびす、えぞ)، یک قومیت باستان که در هونشو به خصوص در منطقه توهوکو (شمال ژاپن) زندگی می‌کردند در نظر گرفته می‌شود.
اولین تلاش‌های عمده برای تحت سلطه گرفتن مردم امیشی در قرن هشتم تا حد زیادی ناموفق بود. ارتش‌های امپراتوری، که از ارتش‌های سرزمین اصلی چین الگوبرداری شده بودند، در مواجهه با تاکتیک‌های جنگ چریکی که توسط امیشی به کار می‌رفت، ناموفق بودند. به دنبال اتخاذ و توسعه توسط نیروهای امپراتوری تیراندازی با کمان با اسب و تاکتیک‌های چریکی مورد استفاده توسط امیشی، ارتش به زودی شاهد موفقیت بود که منجر به شکست نهایی امیشی شد. موفقیت تغییر تدریجی تاکتیک‌های نبرد در اواخر قرن هشتم در دهه ۷۹۰ به فرماندهی ژنرال ساکانواوئه نو تامورامارو به دست آمد. استفاده از تیراندازی با کمان و جنگ با اسب بعدها به توسعه سامورایی‌ها منجر شد.
ساکانواوئه نو تامورامارو دومین فردی بود که به او لقب سی تای شوگون (征夷大将軍) ("سردار بزرگ در جنگ با بربرها") داده شد. اولین کسی که این عنوان را دریافت کرد اوتومو نو اوتومارو بود.
پس از شکست، امیشی یا خود را به عنوان فوشو یا ایفو به مقامات امپراتوری تسلیم کردند، یا به شمال‌تر مهاجرت کردند، برخی به هوکایدو.

## تفاوت امیشی با قوم آینو
اگرچه این ایده که «امیشی‌های باستانی خود قوم آینو (ژاپن) هستند» یا «همه امیشی‌ها اجداد آینو هستند» مورد بحث است، پژوهش‌های فعلی تقریباً آن را رد می‌کند.
مردمی که در دوره نارا (ز سال ۷۱۰ تا ۷۹۴ میلادی) «امیشی» نامیده می‌شد، افرادی بودند که در منطقه توهوکو زندگی می‌کردند و سبک زندگی و فرهنگ آن‌ها تفاوت چشمگیری با ساکنان مرکز داشت، این یک مفهوم فرهنگی و سیاسی بود. به این معنا، تصور می‌شود که آینو نیز در «امیشی» گنجانده شده است. با این حال، هیچ مدرکی وجود ندارد که به این نتیجه برسد که «امیشی‌ها خودشان آینو هستند» یا «همه امیشی‌ها اجداد آینو هستند».
در نهایت، امیشی از ناحیه شمالی توهوکو تا هوکایدو، که تحت کنترل ریتسوریو نبود، به عنوان اِزوی شمال تلقی شد و از اواسط دوره هی‌آن به بعد، به عنوان اِزو شناخته شد) که اکنون نیز اِزو نامیده می‌شود.
به نظر می‌رسد یک نظریه رایج است که اِزو به آینو اشاره دارد. به هر حال، گفته می‌شود که اولین ذکر «ازو» که تصور می‌شود آینو باشد، در «سووا دایمیوجین اکوتبا» است که در سال ۱۳۵۶ گردآوری شده است. به این ترتیب، «اِزو = آینو» مفهومی بود که در قرون وسطی و اوایل دوران مدرن معتبر بود و استفاده آن در مورد امیشی باستان دقیق نیست.